# Þrír Blóðdropar
Þrír Blóðdropar fue un álbum lanzado en 1992 por el cantante de rock islandés Megas a través de la discográfica Skífan.

Compuesto por 16 canciones y con una duración total de 59 minutos y 5 segundos, Þrír Blóðdropar contó con la participación del cantante Bubbi Morthens para la canción “Ég Det Líka (Boðlegir Vinir - Vænlegir Synir)”, a Móheiður Júníusdóttir en “Rósin” y la participación adicional del guitarrista Guðlaugur Kristinn Óttarsson y el baterista Sigtryggur Baldursson.

## Lista de canciones
1. Halla og Eyvindur (3:56)
2. Viltu byrja með mér (7:03)
3. Gamansemi guðanna (3:23)
4. Mata (3:46)
5. Mæja, Mæja (4:49)
6. Sehnsucht nach der Sehnsucht (3:22)
7. Kvöld í Atlavík (4:10)
8. Raunakvæði (4:50)
9. Vanskilablús (fógetablús) (3:40)
10. Söngur mánans (2:48)
11. Gefinn fyrir drama (Reykingar bannaðar í gasklefanum) (4:04)
12. Reyndu mig (3:09)
13. Ég get líka (boðlegir vinir - vænlegir synir) (04:14)
14. Rósin (4:18)
15. Súðavíkurlúða (3:31)
16. Meyjarmissir (3:51)